# 堀裕介
堀 裕介（ほり ゆうすけ、1975年12月3日 - ）は日本の男性実業家。神奈川県出身。

## 経歴
明治大学卒業後、1999年株式会社日本エル・シー・エー入社。2005年に日本エル・シー・エーが出資して、株式会社ActiveLinkを設立。同年に株式会社ActiveLinkの代表取締役に就任。2008年に株式会社日本エル・シー・エー（当時東証二部上場企業）の業績不振から、同社に招聘され代表取締役に就任。就任当時32歳。2009年には取締役を退任。2009年より株式会社TRYLinkの代表取締役に就任。
日本エル・シー・エーではコンサルタントとして、自動車業界の営業支援、フランチャイズ本部に対する支援を行う。
29歳で(株)Active Linkを立ち上げる。顧客アフターフォロー専用システムを販売し、自動車販売店、整備工場、SS企業などの自動車業界のみならず、学習塾、法人営業会社、美容室、パチンコ店、保険代理店等々の様々な分野のアフターフォロー支援を実施。